# Ceraia calceola
Ceraia calceola é uma espécie de orquídea de flores pequenas que duram muito pouco, mas florescem diversas vezes ao ano, nativa das Ilhas Molucas.